# Mount Martine
Mount Martine är ett berg i Antarktis. Det ligger i Västantarktis. Chile och Storbritannien gör anspråk på området. Toppen på Mount Martine är 800 meter över havet.
Terrängen runt Mount Martine är kuperad åt nordost, men åt sydväst är den platt. Havet är nära Mount Martine norrut. Mount Martine är den högsta punkten i trakten. Trakten är obefolkad. Det finns inga samhällen i närheten.